# Ansigtet (film fra 1958)
Ansigtet er en svensk dramafilm fra 1958 skrevet og instrueret af Ingmar Bergman. Den er inspireret af et skuespil af G.K. Chesterton og har Max von Sydow, Ingrid Thulin og Gunnar Björnstrand i hovedrollerne.
Filmen fik premiere i Sverige den 26. december 1958. Den handler om tryllekunstneren Albert Vogler, der udfordres af befolkningen i en lille by. Filmen har desuden elementer fra psykologisk drama, supranaturalisme og gys.

## Medvirkende
- Max von Sydow som Albert Emanuel Vogler
- Naima Wifstrand som Alberts mormor
- Ingrid Thulin som Manda Vogler
- Gunnar Björnstrand som Anders Vergerus
- Bengt Ekerot som Johan Spegel
- Bibi Andersson som Sara
- Erland Josephson som Abraham Egerman
- Gertrud Fridh som Ottilia Egerman
- Lars Ekborg som Simson
- Toivo Pawlo som Frans Starbeck
- Ulla Sjöblom som Henrietta Starbeck
- Åke Fridell som Tubal
- Sif Ruud som Sofia Garp
- Oscar Ljung som Antonsson
- Axel Düberg som Rustan
- Birgitta Pettersson som Sanna